# Алёхин, Владимир Максимович
Влади́мир Макси́мович Алёхин (2 мая 1916, Кустанай, Тургайская область — 25 сентября 1990, Таганрог, Ростовская область) — российский учёный, доктор технических наук, профессор, ректор Таганрогского радиотехнического института (1964—1968). Кавалер ордена Ленина, кавалер ордена Отечественной войны I степени, кавалер ордена Красной Звезды.

## Биография
Родился 2 мая 1916 года в Кустанае (Казахстан). Участник Великой Отечественной войны (1941—1945). Принимал участие в боевых действиях в качестве стрелка, штурмана звена 454-го ближнебомбардировочного авиаполка 1-го Белорусского фронта. 
С 1948 по 1949 год работал зав. промышленным отделом Новочеркасского ГК ВКП(б). 
В 1951 году окончил аспирантуру Ленинградского политехнического института. 
В 1964 году был назначен ректором Таганрогского радиотехнического института. 
С 1968 года был заведующим кафедрой, а с 1984 года ─ профессором кафедры антенн и радиопередающих устройств, на которой работал до самой смерти. Автор 5 изобретений и 56 печатных работ.

## Государственные награды
- Орден Ленина
- Орден Отечественной войны I степени
- Орден Красной Звезды
- медали